# Antonio Brown
Antonio Tavaris Brown Sr., född den 10 juli 1988, är en amerikansk utövare av amerikansk fotboll och wide receiver. Brown blev draftad av Steelers i den sjätte rundan som den 195:e spelaren i draften 2010. Efter att ha tillbringat början av sin karriär som avbytare och punt returner utvecklades han till en av ligans absolut bästa spelare.

## Professionell karriär

### Säsongen 2010
Brown draftades av Pittsburgh Steelers sent i draften 2010, han valdes som den 195:e spelaren. Han skrev ett kontrakt med laget som sträckte sig över tre år och omfattade 1,28 miljoner dollar. Han började förberedelserna inför säsongen i konkurrens till flera andra receivers för att få en plats i laget och slutade till sist som den femte receivern, bakom Hines Ward, Mike Wallace, Antwaan Randle El, och Arnaz Battle.
Brown gjorde sin debut för Steelers i säsongens andra match då han agerade returner på två kickoffs och en punt. Med sin första return, på matchens allra första kickoff, lyckades Brown ta sig hela vägen till end zone för en touchdown. Totalt på sina tre returns fick han 128 yards varav 89 var på den första. Två veckor senare tog han emot sin första passning, sex yards lång, i en match mot Baltimore Ravens. Under säsongen fick Brown totalt 16 receptions för 167 yards på tio matcher. I sin roll som returner samlade han ihop 507 yards och en touchdown.
Steelers tog sig till slutspel och under detta slutspel tog Brown upp sitt spel en nivå. I de två matcherna som ledde fram till Super Bowl stod han för två av de viktigaste spelen för Steelers vinster. I båda matcherna tog han emot passningar sent i matchen på viktiga 3rd downs. Steelers tog sig till Super Bowl men förlorade där mot Green Bay Packers.

### Säsongen 2011
Till sin andra säsong hade Brown klättrat en del i position i laget. Han blev utnämnd till lagets tredje receiver och första punt- och kickreturner, delvis på grund av att Antwaan Randle El gått vidare till annat lag.
I och med sin klättring i position fick Brown under sin andra säsong mer tillfällen att prestera än föregående år. Detta visade sig i bättre resultat och i en match mot New England Patriots hade han sin bästa match hittills då han fick nio receptions för 67 yards och karriärens första touchdown. Veckan efter blev första gången han nådde 100 yards i en match då han fick fem receptions för 109 yards mot Baltimore Ravens. Brown fortsatte att prestera och han avslutade säsongen med 69 receptions för 1108 yards och två touchdowns på 16 matcher varav tre från start. Han uppnådde även 1062 yards som returner vilket gjorde honom till den första spelaren någonsin som uppnått 1000 yards i både receiving och returning under samma säsong. Brown tog sig för första gången till Pro Bowl som returner.

### Säsongen 2012
Innan säsongen skrev Brown på en förlängning av sitt kontrakt för 42,5 miljoner dollar under fem år.
Efter Hines Wards pensionering konkurrerade Brown om en plats i startelvan mot Mike Wallace och Emmanuel Sanders. I slutändan utnämndes Wallace och Brown som lagets förstareceivers. Browns säsong kom att bli stabil om än långt ifrån spektakulär och han slutade säsongen med 66 receptions för 787 yards och five touchdowns på 14
matcher.

### Säsongen 2013
Brown började säsongen som Steelers förstareceiver tillsammans med Emmanuel Sanders sedan Mike Wallace hade lämnat laget innan säsongen.
Brown började säsongen starkt och i säsongens andra match hade han sin dittills bästa match då han fick nio receptions för 196 yards och två touchdowns. Trots denna prestation förlorade hans lag matchen mot Chicago Bears. Det här blev året då Brown på ett mycket tydligt sätt tog sig upp till toppen bland ligans receivers och framförallt i sitt eget lag Steelers då han slog lagrekord i mest receiving yards under en säsong och blev bara den andra i lagets historia som fått 100 receptions i en säsong. Det rekord från säsongen som kanske bäst visar på Browns förmåga att ständigt prestera var att han blev den första spelaren i historien att få minst fem receptions och 50 yards i varje match i en säsong. Andra har klarat det ena eller det andra men aldrig har någon kombinerat båda dessa. Brown avslutade säsongen med 110 receptions för 1499 yards och åtta touchdowns. Han blev utsedd till sin andra Pro Bowl och blev även utsedd till andralaget i NFL All-Pro Team. Av spelarna i NFL blev han framröstad till ligans 23:e bästa spelare.

### Säsongen 2014
2014 byggde Brown vidare på den föregående säsongen och tog upp sitt spel en nivå till. Genom hela säsongen hade han bra matcher och på alla sätt blev hans produktion högre än året innan. I säsongens första match mot Cleveland Browns blev Brown mål för media då han under en punt return försökte hoppa över Browns punter Spencer Lanning. Brown lyckades inte ta sig över Lanning och sparkade honom då i ansiktet istället. För detta blev han bötfälld och fick då betala 8200 dollar. Även detta år var Brown ständigt presterande vilket visade sig i att han förbättrade sitt rekord från förra året och kunde nu säga att han hade fått minst fem receptions och 70 yards varje match i en säsong. Han avslutade säsongen som bästa receiver i ligan med 129 receptions för 1698 och delad andra plats med 13 touchdowns, alla dessa var lagrekord. Browns produktion gav honom än en gång en plats i Pro Bowl och för första gången en plats i NFL All-Pro Teams förstalag. Han blev även röstad till den åttonde bästa spelaren i ligan.

### Säsongen 2015
För tredje säsongen i rad tog Brown 2015 ett steg till vad gäller produktion. Denna säsong blev dock mer upp och ned än de föregående två hade varit. Istället för att hålla en någorlunda jämn produktion under säsongens gång hade Brown både toppar och dalar 2015. Totalt hade han fem matcher då han inte lyckades nå 50 yards samtidigt som han också hade sex matcher över 130 yards varav en var en massiv 284 yards-match mot Oakland Raiders då han också gjorde 17 receptions. Viktigt att notera är att tre av Browns sämsta resultat under säsongen sammanföll med Steelers quarterback Ben Roethlisbergers skada och utbyte vilket kan förklara en stor del av varför Browns resultat var sämre. Utan Roethlisbergers skada vet man inte hur slutresultatet hade sett ut men kanske hade det varit bättre än vad verkligheten nu blev. På det stora hela var 2015 helt klart Browns bästa säsong dittills och han avslutade säsongen med 136 receptions för 1834 och 10 touchdowns. De två första var förbättringar av lagrekorden han satte året innan och även delad första respektive andra plats i ligan den säsongen, med och efter Julio Jones. Browns otroliga säsong gav honom en plats i Pro Bowl för tredje året i rad och i All Pro-laget för andra året i rad. Utöver det blev Brown också röstad till den fjärde bästa spelaren i ligan.

### Säsongen 2016
Efter den otroliga produktion som Brown hade stått för de tidigare säsongerna var det bara en tidsfråga innan det skulle komma en sämre säsong, åtminstone statistiskt sett, och den säsongen blev 2016. Den enda kategorin som förblev på samma nivå det här året var touchdowns medan både yards och receptions sjönk ganska kraftigt. Hur som helst var Brown fortfarande i ligans absoluta topp och det var en bra säsong han hade även om den inte kunde mäta sig med de två tidigare. Brown avslutade säsongen med 106 receptions för 1284 yards och 12 touchdowns. Detta var mer än tillräckligt för att han även detta år skulle utses till både Pro Bowl och All Pro-laget. Han blev också röstad till fjärdeplats på ligans lista över de 100 bästa spelarna.
I och med detta år blev Brown historisk på ett antal olika sätt, trots minskningen i produktion. Han blev den spelare med flest receptions på ett fyraårsintervall med sina 481 under 2013-2016. Han slog även rekordet för flest receptions på sina första 100 matcher med 622. Förutom dessa slog han även lagrekord som första att nå 1000 yards och 10 touchdowns i tre raka säsonger.

### Säsongen 2017
Efter 2016 års säsong var över skrev Brown på nytt på en kontraktförlängning. Denna gång handlade det om en förlängning på fyra år och 68 miljoner dollar, varav 19 miljoner var garanterade, vilket gjorde honom till den högst betalade receivern i hela NFL.
Om 2016 blev ett steg ned i produktion så var 2017 en säsong då Brown på nytt producerade på en oerhört hög nivå. Under säsongen fick Brown ihop sex matcher med tio eller fler receptions och fem matcher med över 150 yards, varav en blev hans andra match med över 200 yards i karriären. När vecka 15, och den 14:e matchen för säsongen, skulle börja var på väg till en säsong med 120 receptions för 1857 yards och 11 touchdowns vilket hade varit i nivå med hans säsong 2015 men i matchen mot Patriots skadade sig Brown tidigt i matchen och det blev senare klart att han skulle missa resten av grundsäsongen. Brown slutade så säsongen med 101 receptions för 1533 yards och 9 touchdowns. Innan skadan fanns Brown med i diskussionerna om vem som skulle bli ligans MVP, men fick till sist se sig slagen av Tom Brady, Todd Gurley och Carson Wentz och stod helt utan röster. Brown blev utnämnd till Pro Bowl och till All Pro-laget för femte respektive fjärde året i rad.

## Statistik
| År     | Lag      | Matcher | Targets | Receptions | Yards | Yards/Rec | Längsta | TD:s |
| ------ | -------- | ------- | ------- | ---------- | ----- | --------- | ------- | ---- |
| 2010   | Steelers | 9       | 19      | 16         | 167   | 10.4      | 26      | 0    |
| 2011   | Steelers | 16      | 124     | 69         | 1108  | 16.1      | 79      | 2    |
| 2012   | Steelers | 13      | 106     | 66         | 787   | 11.9      | 60      | 5    |
| 2013   | Steelers | 16      | 167     | 110        | 1499  | 13.6      | 56      | 8    |
| 2014   | Steeler  | 16      | 181     | 129        | 1698  | 13.2      | 63      | 13   |
| 2015   | Steelers | 16      | 193     | 136        | 1834  | 13.5      | 59      | 10   |
| 2016   | Steelers | 15      | 154     | 106        | 1284  | 12.1      | 51      | 12   |
| 2017   | Steelers | 14      | 163     | 101        | 1533  | 15.2      | 57      | 9    |
| Totalt | Totalt   | 115     | 1107    | 733        | 9910  | 13.5      | 79      | 59   |

Statistik från Pro Football Reference